# Savarese
Savarese es una serie argentina de historieta creada por Robin Wood y Domingo Mandrafina, publicada originalmente en 1978 en D’Artagnan, una de las revistas insignia de la Editorial Columba.
Savarese es una saga épica que mezcla los géneros del drama y la biografía ficcional con la novela policial, las historias de gángsters y de mafiosos sicilianos, y su desarrollo marcó a la historieta Argentina durante más de una década. Actualmente es considerada por críticos literarios/de cómics y numerosos artistas como una de las cumbres de la historieta nacional, y todo un clásico.

## Sinopsis
Giovanni Savarese nace a principios del siglo XX en Sicilia y es la secreta vergüenza del hogar familiar: enclenque y enfermizo, es incapaz de ayudar en las rudas tareas rurales a su gigantesco padre y a su audaz hermano mayor. No le queda otra que acompañar a su paciente y silenciosa madre en las tareas del hogar. Savarese vive durante su niñez en un pueblo donde una poderosa familia mafiosa se ha enemistado con la suya, y cuyo patriarca y líder ha ordenado llevar a cabo una sangrienta vendetta contra la familia Savarese. En una fatídica jornada, toda la familia de Giovanni es emboscada y cruelmente asesinada. Giovanni, que estaba oculto, sale de su escondite y apunta al patriarca mafioso con una escopeta, pero el muchacho odia la violencia y se arrepiente, por lo que no tira del gatillo. El patriarca mafioso, consciente de que el niño perdonó su vida a pesar de la vendetta, ordena que nadie lastime a Giovanni y que el mismo sea expulsado del país; prohibiéndole volver a Sicilia por el resto de su vida.
Así, con un pasado familiar destrozado y un enorme dolor en su corazón, Giovanni se embarca con destino a Estados Unidos, y comienza a desarrollar una nueva y mayormente solitaria vida en Nueva York. Giovanni comienza a crecer en el barrio de Little Italy (Pequeña Italia), donde es constantemente ridiculizado por su esbelta complexión, pero donde va haciéndose paso con una honestidad recta y una inteligencia deductiva innata. Gracias también a una enorme capacidad para aprender rápido lo que sea (ya sea idioma u oficios nuevos), el joven comienza a ganarse la vida y a hacerse fuerte a su manera, usando siempre el intelecto.
A medida que pasa de la niñez a la adolescencia durante el transcurso de la historia, una serie de sucesos vividos y personas que conoce en suelo norteamericano van moldeando aún más su personalidad, que decanta por el lado de la ley y el orden: mientras más se acerca Giovanni a la adultez (se integra a la policía neoyorquina poco después de pasar los 20 años) más está convencido en luchar con toda su convicción contra el crimen organizado y los gánsteres que crean imperios mientras mantienen el código de la mafia italiana. El mismo código que tanto daño le ha causado a Giovanni Savarese y miles como el.
Las valientes y concienzudas acciones de un Savarese adulto lo llevan a ascender puestos y ser muy respetado en la fuerza policial, lo cual eventualmente lo lleva a ser promovido al recientemente creado primer núcleo del FBI, donde su principal tarea y misión definitiva será derrotar y apresar a quien se vuelve su archienemigo, Al Capone.
Savarese ya no es Giovanni, ahora es "detective Savarese", un hombre respetado como pocos en su profesión, y su difícil vida lo ha llevado a plantarse con fuerza y coraje del lado de los débiles y desposeídos, como él lo fue hace mucho tiempo atrás. Y así, hacia el final de la historia, el antes pequeño Savarese, de físico bajo y esmirriado, se ha vuelto un hombre de estatura mítica.

## Antecedentes e inspiración
Robin Wood basó la primera mitad de la historia de Savarese en las dos primeras películas en la saga de El padrino de Francis Ford Coppola; principalmente en la segunda parte, que narra la infancia y juventud de Vito Corleone; en la misma se cuenta el origen de Vito, como un niño callado y enfermizo que debe huir de Sicilia tras el asesinato de su familia, creciendo luego en el barrio neoyorquino de Little Italy hasta que decide unirse al mundo del crimen en la adultez. La historia de origen de Giovanni Savarese es casi idéntica a la de Vito Corleone. Luego Wood da un giro a la trama cuando Giovanni está en una joven adultez: decide entonces unirse a las fuerzas del orden y la ley (la policía primero, luego el recién creado FBI) para combatir al mundo del hampa y sobre todo a los miembros norteamericanos que provienen de la mafia italiana y que tanto daño inflingieron al joven Giovanni.

## Historia de la publicación
Savarese se publicó en la revista D'Artagnan a partir de diciembre de 1978, cuando se presentaron los primeros 3 episodios en una sola edición.
El episodio 150 apareció en la revista El Tony conmemorando su 60.º aniversario, en septiembre de 1988. El último episodio de Savarese fue publicado en julio de 1989.
Aunque figura que son 160 episodios los publicados por parte de Columba en realidad son 156, pues los episodios 95, 108, 111 y 155 no existen. Se trata de otro de los tantos errores de numeración de la editorial. Curiosamente, en Italia sólo se publicaron 154 episodios.
El episodio N°14 está escaneado de una reedición, y no pusieron su título al inicio, pero en realidad el mismo se llama Siciliano.
Algunos lectores de la obra han señalado que el episodio N°82 fue publicado como el N°83, cuándo en realidad la historia del 83 corresponde cronológicamente al 82. También por un error editorial se reeditó el episodio N°93 como si fuera el N°95.
Además de Robin Wood, otros guionistas de la serie fueron Gustavo Amézaga, Manuel Morini y Armando Fernández (a veces firmando con el seudónimo "Denny Robson").

## Críticas
Para Ray Collins, Savarese está a la altura de las novelas de Mario Puzo o Leonardo Sciascia y de películas como Il giorno della civetta.